# Pennisetum orientale
Pennisetum orientale är en gräsart som beskrevs av Louis Claude Marie Richard. Pennisetum orientale ingår i släktet borstgräs, och familjen gräs. Inga underarter finns listade i Catalogue of Life.

## Bildgalleri

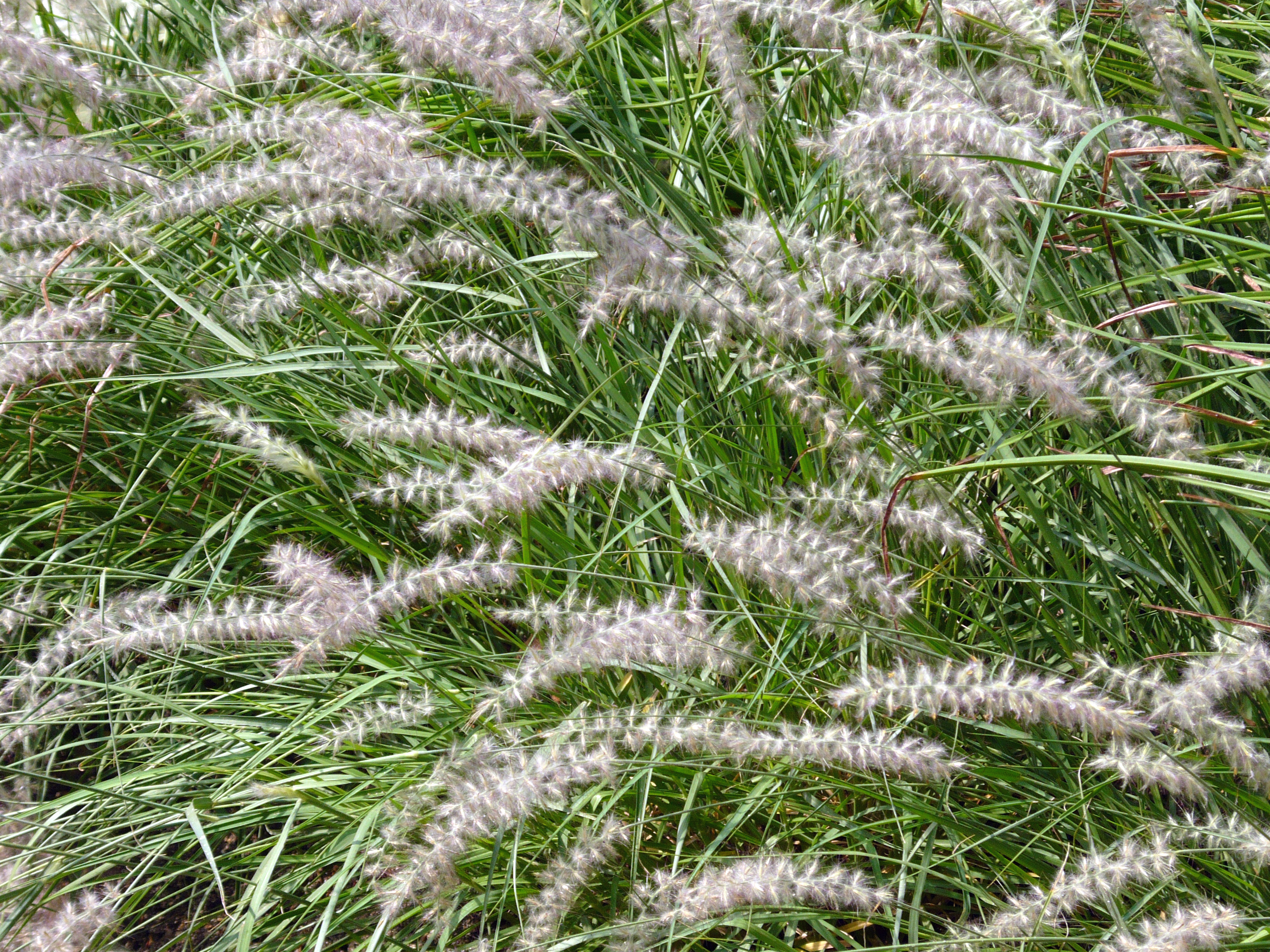